# プリマス (モントセラト)
プリマス（Plymouth）は、カリブ海に浮かぶイギリス領モントセラトの首都。
火山噴火で大損害を被ってからは首都機能もなく、廃墟と化している。人口は0人（1997年以降無人）、噴火前の国勢調査では1,478人（1980年）。

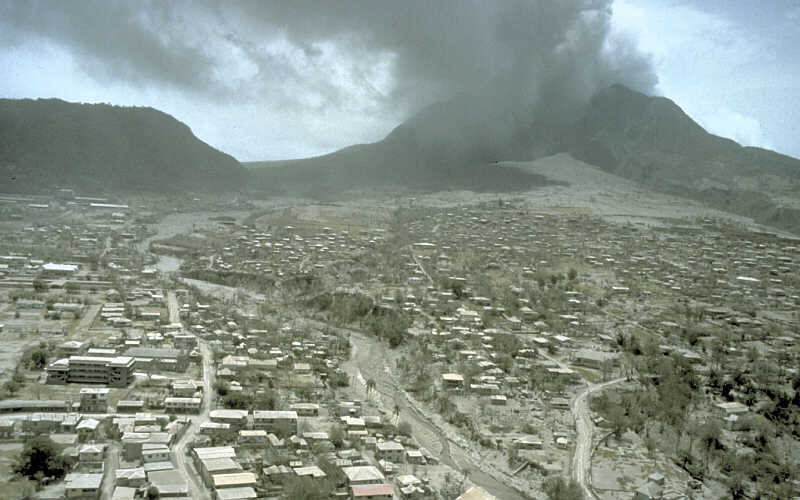
噴火当時の様子。降灰で町の風景が灰色に染まりつつある。この数週間後、町は火砕流に襲われた。

プリマスはモントセラト島の南西に位置し、火山の山がちな島の南部にある。
モントセラトの主都だが、町のすぐ近くにあるスフリエール山（1050m）が1995年に噴火し、1997年の2度目の噴火によりプリマスは壊滅的な被害が出た。このため1998年にプリマスは放棄された。モントセラトの臨時首都として、火山噴火の影響がほとんどない島北部に新たにブレイズを設置した。以後、モントセラトの首都機能はブレイズが担っており、プリマスの街はゴーストタウンとなっている。
噴火前の人口は4,000人以上で、重要な東カリブ上での船の停泊地の1つだった。綿や柑橘類、ラム酒などを輸出。噴火前はクルーズ船による観光客もいた。しかし噴火後は事実上人口は0人となり、産業や観光などは全く行われていない。
18世紀に造られたセント・ジョージ砦が存在する。
当初この島にはイギリスおよびアイルランドから来た入植者がいたが、フランス軍の侵攻を受け、同島は1782年に占領される。そして、プリマスがフランスによって築かれ始めた。翌1783年のパリ条約によって島の領有と支配が確定し、以後イギリスの下でプリマスが築かれたのでイギリス風の街並みとなっていた。

## 気候
| プリマスの気候         | プリマスの気候 | プリマスの気候 | プリマスの気候 | プリマスの気候 | プリマスの気候 | プリマスの気候 | プリマスの気候 | プリマスの気候 | プリマスの気候 | プリマスの気候 | プリマスの気候 | プリマスの気候 | プリマスの気候 |
| 月                     | 1月            | 2月            | 3月            | 4月            | 5月            | 6月            | 7月            | 8月            | 9月            | 10月           | 11月           | 12月           | 年             |
| ---------------------- | -------------- | -------------- | -------------- | -------------- | -------------- | -------------- | -------------- | -------------- | -------------- | -------------- | -------------- | -------------- | -------------- |
| 最高気温記録 °C （°F） | 32 (90)        | 33 (91)        | 34 (93)        | 34 (93)        | 36 (97)        | 37 (99)        | 37 (99)        | 37 (99)        | 36 (97)        | 34 (93)        | 37 (99)        | 33 (91)        | 37 (99)        |
| 平均最高気温 °C （°F） | 29 (84)        | 30 (86)        | 31 (88)        | 31 (88)        | 32 (90)        | 32 (90)        | 33 (91)        | 33 (91)        | 32 (90)        | 31 (88)        | 30 (86)        | 29 (84)        | 31.1 (88)      |
| 平均最低気温 °C （°F） | 23 (73)        | 23 (73)        | 24 (75)        | 24 (75)        | 24 (75)        | 25 (77)        | 25 (77)        | 25 (77)        | 24 (75)        | 24 (75)        | 24 (75)        | 23 (73)        | 24 (75)        |
| 最低気温記録 °C （°F） | 17 (63)        | 18 (64)        | 18 (64)        | 18 (64)        | 19 (66)        | 21 (70)        | 22 (72)        | 22 (72)        | 21 (70)        | 19 (66)        | 19 (66)        | 18 (64)        | 17 (63)        |
| 降水量 mm （inch）     | 122 (4.8)      | 86 (3.39)      | 112 (4.41)     | 89 (3.5)       | 97 (3.82)      | 112 (4.41)     | 155 (6.1)      | 183 (7.2)      | 168 (6.61)     | 196 (7.72)     | 180 (7.09)     | 140 (5.51)     | 1,640 (64.57)  |
| 出典：BBC Weather      |                |                |                |                |                |                |                |                |                |                |                |                |                |